# Abell 2218
Abell 2218 je kupa galaxií vzdálená přibližně 2,5 miliardy světelných let v souhvězdí Draka. Je známá tím, že vytváří ukázkovou gravitační čočku, díky čemuž dochází k výraznému zvětšení a deformaci světla galaxií ležících za ní. Hmotnost této kupy, která obsahuje asi 250 členů, je natolik velká, že zřetelně deformuje světelné paprsky kup galaxií nacházejících se za ní, čímž vytváří zdeformované, zvětšené, ale zároveň zjasněné obrazy těchto galaxií.

## Gravitační čočka
Abell 2218 byla využita jako gravitační čočka k objevu nejvzdálenějšího známého objektu ve vesmíru k roku 2004. Tento objekt, galaxie stará přibližně 13 miliard let, je z pozemského pohledu viděna tak, jak vypadala pouhých 750 milionů let po Velkém třesku. Díky gravitačnímu lomu umožňuje Abell 2218 pozorovatelům studovat galaxie, které by jinak byly příliš vzdálené a slabé na detekci.

## Barva a typy čočkujících galaxií
Barva čočkujících galaxií závisí na jejich vzdálenosti a typu. Například oranžový oblouk představuje eliptickou galaxii s mírným rudý posuvem (z=0,7). Modré oblouky jsou pak spojeny se hvězdotvornými galaxiemi na středních rudýché posuvech (z=1–2,5). Navíc jsou pozorovány dvojice obrazů hvězdotvorných galaxií s vysokým rudým posuvem, například galaxie s rudým posuvem přibližně 7, což svědčí o jejich extrémní vzdálenosti a raném stádiu ve vývoji vesmíru.

## Temná hmota
Kupy galaxií, jako je Abell 2218, byly rovněž využity k odvození množství a distribuce temné hmoty. Gravitace těchto kup ovlivňuje zakřivení světelných paprsků galaxií za nimi, což umožňuje vědcům modelovat a mapovat rozložení temné hmoty v kupě. Studie Abell 2218 tak přispívají k lepšímu pochopení podstaty a role temné hmoty ve strukturování vesmíru.

## Další informace
Abell 2218 je předmětem mnoha studií v oblasti kosmologie a astrofyziky, zejména díky své schopnosti fungovat jako přirozený dalekohled pro pozorování vzdálených galaxií. Její analýza poskytuje cenné údaje o distribuci hmoty v galaxických kupách a o raných fázích vývoje galaxií ve vesmíru.

## Další aktualizace
V posledních letech byly pomocí Abell 2218 identifikovány další vzdálené galaxie, což dále rozšiřuje naše znalosti o raných fázích formování galaxií a distribuci temné hmoty v kosmickém měřítku. Gravitace kupy také umožňuje přesnější měření parametrů vesmíru, jako je Hubbleova konstanta, a testování různých modelů kosmologické evoluce.